# Massimo Fini
Massimo Fini (Cremeno, 19 novembre 1943) è un giornalista, saggista e attivista italiano.
È stato una delle firme più note de L'Europeo negli anni 1970-1990, de Il Giorno negli anni 1980 e de L'Indipendente negli anni 1990.

## Biografia

### Origini familiari
È nato a Maggio, frazione di Cremeno, in provincia di Lecco. Il padre, Benso Fini, pisano, era giornalista della «Nazione». La madre, Zinaide Tubiasz, era nata a Saratov, nella Russia zarista, in una famiglia di religione ebraica. Dopo la prima guerra mondiale la famiglia Tubiasz visse a Trieste, con passaporto lituano.
Sposatisi nel 1933, due anni dopo nasceva la loro prima figlia, Anna (1935). Nella primavera del 1940 i Fini, avendo capito che l'Italia stava per dichiarare guerra alla Francia, decisero di lasciare Parigi e presero casa a Milano per rifugiare a Cremeno, dove Massimo Fini nacque nel 1943 e poi tornare a Milano finita la guerra.

### Attività giornalistica
- 1970-1972: Avanti! (cronista)
- 1972-1979: L'Europeo (inviato)
- 1981-1992: Il Giorno (inviato estero)
- 1986-1994: L'Europeo (tiene la rubrica Il Conformista)
- 1992-1994: L'Indipendente
- 1995-1996: L'Italia settimanale
- 1996-1997: Il Borghese
- 1997-2009: Il Giorno (si occupa di costume e di esteri)
- 2002-2015: Il Gazzettino
- 2009-oggi: Il Fatto Quotidiano

Fonte: Massimo Fini, Una Vita, Marsilio, 2015
Massimo Fini frequenta il liceo ginnasio Giosuè Carducci, lo stesso frequentato da Claudio Martelli (che gli fu compagno di banco). Al liceo Berchet (un altro dei licei da lui frequentati) ha come insegnante di religione don Luigi Giussani. Nel 1960 muore il padre Benso. Massimo Fini s'iscrive all'Università Statale di Milano, dove si laurea a pieni voti in giurisprudenza.
Dopo la laurea, conseguita nel febbraio 1968, è assunto alla Pirelli. Lavora all'ufficio "Stampa e Propaganda" come copywriter e pubblicitario per un anno e mezzo, poi si licenzia. Successivamente inizia una fortunata carriera giornalistica.
Nel 1970 è assunto all'Avanti!, il quotidiano del Partito Socialista Italiano, dove segue come cronista i fatti dell'attualità politica. Dal 1972 al 1979 è inviato all'Europeo. Nel 1975 partecipa alla preparazione del nuovo quotidiano di Eugenio Scalfari, La Repubblica. Scrive due articoli, poi ritorna all'Europeo. Nel 1977 comincia a scrivere sul mensile Linus. Nel 1978, in collaborazione con Walter Tobagi (a parte la famiglia, Fini sarà l'ultima persona a vederlo vivo, sette ore prima del suo omicidio ad opera della Brigata XXVIII marzo, la mattina del 28 maggio 1980) e Franco Abruzzo, fonda la componente sindacale della rivista Stampa democratica. Nei primi anni ottanta è animatore del mensile di politica e cultura Pagina, su cui esordiscono Giuliano Ferrara e il politologo Ernesto Galli della Loggia. Dal 1981 al 1992 è inviato estero ed opinionista al Giorno (tiene la rubrica Cause perse).
Nel 1983 è tra i pochi giornalisti che si schierano subito in difesa di Enzo Tortora, accusato ingiustamente di associazione camorristica.
Nel 1985 rientra all'Europeo come inviato ed editorialista e vi tiene per dieci anni la principale rubrica. Ha collaborato anche con La Domenica del Corriere (1984-1986). È stato editorialista di punta de L'Indipendente dei primi anni novanta ed ha partecipato alla rifondazione del Borghese (1996). Lavora anche per Il Gazzettino di Venezia. Dall'ottobre 2008 al 2016 Fini dirige (con la collaborazione di Valerio Lo Monaco) il mensile La voce del ribelle, che vede, tra gli altri, le collaborazioni di Marco Travaglio e di Giuseppe Carlotti; nel 2016 lascia la direzione della rivista e cessa ogni collaborazione con essa.
Collabora con il quotidiano Il Fatto sin dalla fondazione (23 settembre 2009).
Nel marzo 2015 ha annunciato il ritiro dall'attività giornalistica e di scrittura, essendo diventato ipovedente a causa di una malattia agli occhi - un glaucoma di cui soffre da più di vent'anni - ma ha anche dichiarato la sua disponibilità a partecipare a dibattiti, conferenze, convegni e programmi televisivi. Contestualmente annuncia la fine della sua collaborazione con Il Gazzettino ed Il Fatto Quotidiano. In seguito a numerose ed insistenti richieste da parte del direttore Marco Travaglio, riprende a scrivere sul Fatto; non riprende invece la collaborazione col Gazzettino, in quanto la malattia non gli consente di reggere la collaborazione con due giornali.
In un'intervista a La Verità del 14 ottobre 2018 annuncia nuovamente l'intenzione di smettere di scrivere, dopo aver parlato ancora di ideale rivolta, citando metaforicamente come esempio Il bombarolo di De André.
La Voce del Ribelle cessa la pubblicazioni nel luglio 2018.

### Vita personale
Massimo Fini si definisce agnostico, oppure "onesto pagano". È divorziato e ha un figlio di nome Matteo, docente. Tifa per il Torino. Nell'autobiografia Una vita. Un libro per tutti. O per nessuno (2015), ha rivelato di aver avuto problemi con l'alcol e la depressione fino ai primi anni '80.

### Lo scrittore
Massimo Fini nel 1985 pubblica il suo primo saggio, La ragione aveva torto?, edito da Camunia. Da quel momento Fini, conosciuto come giornalista di cronaca ed editorialista assume una posizione critica verso alcune delle ideologie principali del mondo moderno, come l'industrialismo, l'ottimismo, l'attenzione spasmodica nei confronti della crescita economica fino a giungere al j'accuse contro la democrazia rappresentativa (Sudditi. Manifesto contro la democrazia, 2004). Tutta l'opera saggistica di Fini si fonda sulla critica verso caratteristiche del mondo moderno e della globalizzazione, a sua opinione figli del pensiero liberale e anche del marxismo.
Egli ritiene che i concetti di destra e sinistra siano obsoleti, vecchi di due secoli in cui le trasformazioni sociali e culturali hanno reso inutilizzabili queste divisioni, anche alla luce di una sempre maggiore somiglianza programmatica tra le diverse forze politiche. Fini pensa che la dicotomia che sta emergendo con sempre più forza e che esploderà drammaticamente nel futuro sia quella tra coloro che, figli del pensiero liberale, vogliono imporre un'unica visione del mondo che unifichi il tutto in principi (culturali, giuridici ed economici) universali e chi, invece, vuole difendere i propri valori e la propria diversità seppur in contrasto con il cosiddetto pensiero unico, democratico e liberista, incarnato dal capitalismo, dopo la fine del comunismo. Fini ha come uno dei suoi massimi principi quello dell'autodeterminazione dei popoli, sotto attacco, a suo giudizio, da coloro che sotto varie forme (partendo da certe forme di cooperazione internazionale fino alle «guerre umanitarie») vogliono imporre lo stile di vita occidentale.
L'opera di Fini, soprattutto nella sua trilogia La ragione aveva torto?, Elogio della guerra e Il denaro, «sterco del demonio», presenta costantemente una comparazione tra il mondo nato dalle Rivoluzioni Industriale e Francese e quello medievale e dell'ancien régime (in particolare la forma di stato che egli ritiene migliore, il Libero comune), ponendosi l'obiettivo di evidenziare come il mondo moderno abbia smarrito tanti elementi, materiali e spirituali, che davano a quelle società caratteri di equilibrio sociale e stabilità. Ritiene che il mondo moderno abbia interiorizzato gli aspetti peggiori dell'illuminismo (l'universalismo e l'ideologia della crescita), rifiutando quelli migliori, come la libertà di espressione o la democrazia diretta, a suo avviso realizzabile in ambiti molto limitati.
Massimo Fini ha dichiarato in alcune occasioni di sentirsi un anarchico individualista («da anarchico-individualista qual sono non mi piacciono le appartenenze appioppate dall'alto, culturali o razziali che siano. Io appartengo solo a me stesso»). Accusato da alcuni ambienti di sinistra di essere vicino alle posizioni dell'estrema destra sociale, Fini fa suo il principio del Relativismo culturale e costruisce una sintesi di concetti elaborati da intellettuali di diversa matrice politica, citando spesso pensatori come Alain De Benoist (il fondatore della Nuova Destra), il filosofo Julius Evola, Friedrich Nietzsche, Serge Latouche, Danilo Zolo e l'illuminista atipico e preromantico Jean-Jacques Rousseau. Il pensiero di Fini si avvicina per alcune caratteristiche a quello degli anarco-individualisti e anarco-primitivisti, nonché di alcuni libertari statunitensi isolazionisti (es. Ron Paul) che vorrebbero ridurre lo Stato ai minimi termini, fino in pratica ad abolirlo. Ma rispetto a questi ultimi «se ne differenzia radicalmente perché il suo punto di arrivo non è la libertà economica (c'è anche quella nella sua filosofia) ma piuttosto il benessere esistenziale». Forte in Fini è inoltre la critica alla concezione neoliberista della globalizzazione che, a suo parere, crea un eccessivo livellamento sociale: secondo Fini, l'era globalizzata e quella da lui definita "civiltà della tecnica" hanno creato un meccanismo che ha subordinato l’uomo ai propri fini massificandolo, omologandolo e togliendogli quindi identità e soggettività.

#### Controversie
Fini ha espresso anche posizioni, spesso considerate provocatorie ed estremamente paradossali, contro molti e diversi aspetti della cosiddetta "modernità"; ha scritto numerosi articoli, caratterizzati da idee controcorrente e anticonformiste, su disparati argomenti.
Una polemica accesa ha riguardato il libro Il Mullah Omar (2011), biografia del leader talebano dell'Afghanistan, Mohammed Omar. L'opera è stata molto criticata per opinioni definite antioccidentali e maschiliste, tanto da ricevere anche una denuncia da parte di alcune giornaliste. Fini ha dichiarato di non essere un simpatizzante dell'Islam radicale e dei talebani, ma di ammirare moltissimo le qualità di coraggio e lealtà che animerebbero le società tribali e "pre-politiche" come quella da cui proviene Omar, l'etnia pashtun.

Tesi simili, paragonate all'Occidente che egli ritiene privo di valori, ha dichiarato riguardo allo Stato Islamico (che afferma però essere una creazione degli occidentali), criticando però il trattamento disumano dei prigionieri ed esprimendo preoccupazione per il "vuoto occidentale". Contemporaneamente ha anche difeso i nemici dell'ISIS, cioè il governo di Bashar al-Assad. In queste prese di posizione è presente, come in Nietzsche e in Machiavelli, l'ammirazione per la personalità vigorosa e portatrice di valori, al di là del giudizio morale che se ne possa dare: 
Nel 2012 in un suo articolo sul blog de Il Fatto Quotidiano usò parole derisorie ("vispe terese" "tutte sculettanti") a riguardo di alcune donne che nel 1997, incamminatesi per un'escursione su un sentiero in Abruzzo, furono violentate e poi uccise. Anche a seguito di questo e della successiva ritrattazione del giornale, i suoi interventi sul quotidiano si sono poi sensibilmente rarefatti nel tempo.
Tra i temi da lui trattati in maniera critica ve ne sono molti: ad esempio si è pronunciato contro il femminismo e il ruolo - da lui ritenuto predominante ed eccessivo, rispetto a quello maschile - della donna nella società moderna, usando anche espressioni molto dure (talvolta subendo l'accusa di misoginia per alcuni articoli più controversi), il progresso, i social network e i blog, gli Stati Uniti d'America e la loro cultura, l'animalismo, i processi ai criminali nazisti, la "psicosi collettiva" sulla pedofilia (con relative leggi repressive), Israele e il sionismo, i diritti umani, la cooperazione umanitaria, le leggi che puniscono il negazionismo dell'Olocausto e altro. Inoltre ha criticato pesantemente personaggi della politica come Silvio Berlusconi (pur sostenendo, parlando del caso Ruby, che occorre abbassare l'età del consenso per i reati sessuali come la prostituzione minorile), Emma Bonino e Adriano Sofri; ha difeso il provvedimento di scarcerazione, dopo 26 anni, dell'ex terrorista nero Giuseppe Valerio Fioravanti e il rifiuto dell'estradizione di Cesare Battisti da parte del Brasile; ha inoltre proposto la grazia per i banditi Graziano Mesina e Renato Vallanzasca.
Nell'agosto 2015 Fini cerca di pubblicare un necrologio a pagamento sul Corriere della Sera nel quale esprime parole di elogio e di ammirazione per Mohammed Omar, ex leader dei Talebani, ma il quotidiano rifiuta di pubblicarlo. L'avvenimento viene denunciato da Fini stesso in un articolo su Il Fatto Quotidiano, dove il giornalista stigmatizza il rifiuto come "censura".

Il 28 aprile 2022 Fini pubblica su Il Fatto Quotidiano un articolo in cui esprime ammirazione per i miliziani che combatterono dal 1943 al 1945 per la Repubblica Sociale Italiana, affermando inoltre che "gli occupanti in Italia non erano i tedeschi, ma gli Alleati. E l'esercito tedesco, a parte alcune azioni efferate, veri crimini di guerra, a opera dei reparti speciali come le SS (Marzabotto e Sant’Anna di Stazzema in testa), in Italia si comportò con correttezza". L'articolo provoca dure critiche dalla Comunità ebraica di Roma, che accusa Fini di negazionismo.

### Storico e biografo
Un'altra passione di Fini è la ricerca storica e biografica su personaggi considerati negativamente dalla storiografia ufficiale, ad esempio quella effettuata su Nerone e Catilina, a suo parere completamente calunniati e distorti dalla storiografia antica di parte avversa e trattati in: Catilina. Ritratto di un uomo in rivolta e Nerone. Duemila anni di calunnie. Ha scritto inoltre la propria autobiografia e le biografie di Nietzsche e del già citato mullah Omar.

### Teatro
È attore nonché autore dell'opera teatrale Cyrano, se vi pare..., il cui regista è Eduardo Fiorillo.
Il suo Nerone. Duemila anni di calunnie ha ispirato Edoardo Sylos Labini e Angelo Crespi, che nel 2014 hanno prodotto uno spettacolo teatrale sull'imperatore romano.

### Televisione

#### La censura Rai diCyrano
Cyrano è anche il nome di un programma televisivo, di cui Massimo Fini è coautore, che sarebbe dovuto andare in onda per quindici puntate su Rai2 a partire dal 30 settembre 2003. Il giorno prima del debutto il programma è stato bloccato dal direttore Antonio Marano perché, a suo dire (l'affermazione fu segretamente registrata dallo stesso giornalista), la persona di Massimo Fini non era gradita ad un personaggio molto influente della politica, come riportato anche da Peter Gomez e Marco Travaglio; secondo quanto poi detto da Fini, che riferì di "influenze berlusconiane" a detta di Marano, si trattava in realtà del giornalista Antonio Socci (il quale aveva sostituito temporaneamente in Rai Michele Santoro dopo il cosiddetto editto bulgaro), che avrebbe fatto pressioni su Silvio Berlusconi, perché quest'ultimo facesse valere la sua influenza e bloccasse il programma. In seguito a questo episodio Antonio Marano, nel novembre 2012, viene condannato in primo grado a un anno e mezzo di reclusione per falsa testimonianza.

## Attività politica
Nel 2005 Fini ha fondato un movimento politico-culturale denominato Movimento Zero, che è identificato con l'acronimo M.Z. o la sigla M-0. Il movimento dichiara di non riconoscersi in nessuna collocazione politica tradizionale, disconosce le vecchie e inservibili categorie di Destra e Sinistra quindi si propone al di là di esse, pur riconoscendosi anche nelle posizioni di Alain de Benoist, noto intellettuale francese fondatore della Nuova Destra.
L'attività di MZ, sospesa momentaneamente per motivi operativi nell'ottobre 2006, è ripresa nel gennaio 2007. A ottobre 2007 si è costituito il primo Direttivo Nazionale.
Nel 2007 MZ aveva annunciato la propria volontà di partecipare alla manifestazione contro la visita di George W. Bush a Roma: però, appena arrivati nella piazza dalla quale sarebbe dovuto partire il corteo, i militanti del movimento furono prima minacciati da un gruppo di appartenenti all'estrema sinistra, che li definiva fascisti. Successivamente vennero identificati dalla polizia e costretti a lasciare la manifestazione. Tali fatti furono oggetto di un'interrogazione parlamentare presentata da due deputati della Lega Nord.
Il movimento ha stilato un Manifesto dell'antimodernità.
Fini ha espresso anche un moderato apprezzamento per alcune posizioni del Movimento 5 Stelle di Beppe Grillo, e ha partecipato al primo V-Day.
In un articolo sul Fatto Quotidiano del 27 aprile 2013 e in interventi successivi ha però fortemente criticato la candidatura di Stefano Rodotà (definito "radical chic") alla Presidenza della Repubblica da parte del M5S, sostenendo che i grillini avrebbero dovuto convergere su Romano Prodi per eliminare Berlusconi dalla scena politica, specificando comunque come il passo successivo dovesse essere quello di eliminare anche il Partito Democratico.

## Premi e riconoscimenti
- 2015 - Premio di scrittura "Indro Montanelli"[90]
- 2015 - Premio del comune di Milano - Ambrogino d'oro
- 2015 - Premio Passaggi, assegnato da Passaggi Festival a personalità che si sono distinte per i saggi pubblicati o per l'esempio morale[91]

## Opere

### Saggi
- La Ragione aveva torto?, Firenze, Camunia, 1985; Venezia, Marsilio, 2004.
- Elogio della guerra, Milano, Mondadori, 1989; Venezia, Marsilio, 1999.
- Il conformista. Contro l'anticonformismo di massa, opinioni che fanno scandalo, Milano, Mondadori, 1990, ISBN 88-04-33189-5.
- Il denaro, "sterco del demonio", Venezia, Marsilio, 1998.
- Dizionario erotico. Manuale contro la donna a favore della femmina, Venezia, Marsilio, 2000.
- Il vizio oscuro dell'Occidente. Manifesto dell'antimodernità, Venezia, Marsilio, 2003.
- Sudditi. Manifesto contro la democrazia, Venezia, Marsilio, 2004.
- Massimo Fini è Cyrano. Contro tutti i luoghi comuni, con Eduardo Fiorillo e Francesca Roveda, Collana Gli specchi, Venezia, Marsilio, 2005, ISBN 978-88-317-8691-1.
- Il Ribelle dalla A alla Z, Collana I nodi, Venezia, Marsilio, 2006, ISBN 978-88-3178-921-9.
- Senz'anima. Italia 1980-2010, Collana Reverse, Milano, Chiarelettere, 2010, ISBN 978-88-619-0107-0.
- La guerra democratica, Collana Reverse, Milano, Chiarelettere, 2012, ISBN 978-88-619-0299-2.
- Storia reazionaria del calcio. I cambiamenti della società vissuti attraverso il mondo del pallone, con Giancarlo Padovan, Collana Cartabianca, Venezia, Marsilio, 2019, ISBN 978-88-297-0094-3.
- Il giornalismo fatto in pezzi, Collana Gli specchi, Venezia, Marsilio, 2021, ISBN 978-88-297-1075-1.

### Raccolte
- La modernità di un antimoderno. Tutto il pensiero di un ribelle, Venezia, Marsilio, 2016. [comprende: La Ragione aveva Torto?, Elogio della guerra, Il denaro, "sterco del demonio", Il vizio oscuro dell'Occidente,  Sudditi, Il Ribelle dalla A alla Z]

### Biografie
- Nerone. 2000 anni di calunnie, Milano, Mondadori, 1993; Venezia, Marsilio, 2013.
- Catilina. Ritratto di un uomo in rivolta, Milano, Mondadori, 1996; Venezia, Marsilio, 2016.
- Nietzsche. L'apolide dell'esistenza, Venezia, Marsilio, 2002.
- Il Mullah Omar, Venezia, Marsilio, 2011.

#### Autobiografia
- Ragazzo. Storia di una vecchiaia, Venezia, Marsilio, 2007.
- Una vita. Un libro per tutti. O per nessuno, Venezia, Marsilio, 2015, ISBN 88-317-3913-1.
- Confesso che ho vissuto. Esistenza inquieta di un perdente di successo, Collana I nodi, Venezia, Marsilio, 2018, ISBN 978-88-317-1097-8.
- Cieco, Marsilio, 2023.

### Romanzi
- Il Dio Thoth, Venezia, Marsilio, 2009, ISBN 978-88-317-9795-5.